# Сергій Пюрбю
Сергій Пюрбю (7 вересня 1913 — 27 грудня 1975) — поет, прозаїк, драматург, перекладач, літературознавець, народний письменник Туви.
Народився в містечку Ежим Бейсі-Хошуна Танну-Туви. Закінчив в Кизилі початкову школу, в 1928 році — робочий факультет Інституту народів Півночі в Ленінграді, в 1932 — вчительське відділення курсів нечисленних народів Радянського Сходу при педагогічному інституті імені Герцена. Працював методистом Міністерства культури ТНР, викладачем в Кизильскому навчальному комбінаті, головою Комітету мистецтв та Спілки письменників Тувинської Народної Республіки, редактором книжкового видавництва, директором Будинку народної творчості, директором школи місті Шагонар, завідувачем літературної частини Республіканського музично-драматичного театру, головою Правління Союзу письменників ТНР.
Літературна діяльність почалася з 1933 року. Перша книга, видана в 1939 році, була літературознавча «На допомогу молодим письменникам», де автор спробував виявити закономірності тувинського віршування. Перше зібрання його творів вийшло в 1973. Російською видані книги: «День народження» (1963), «Наспіви життя» (1967), «Коли відлітають журавлі». Йому належить перша в тувинській літературі поема — «Чечек» (1944). В його перекладах тувинською мовою видані книги: «Ромео і Джульєтта» В. Шекспіра, «Євгеній Онєгін» Пушкіна, «Дитинство Микити» О. Толстого, «Справа Артамонових», «Дівчина і смерть» М.Горького, «Хаджі Мурат» Л.Толстого, «Подвиг капітана Сабурова» К. Симонова, «Піднята цілина» М. Шолохова. Перекладав з тувинської на російську оповідання тувинських письменників. Вершиною творчості Сергія Пюрбю, як перекладача, стало видання тувинською мовою роману у віршах «Євгеній Онєгін». С. Пюрбю був учителем Ю.Кюнзегеша, А.Даржая, С.Тамба.